# Панов, Андрей Дмитриевич
Андре́й Дми́триевич Пано́в (2 октября 1904, Рославльский уезд, Смоленская губерния — 25 мая 1963, Москва) — советский государственный деятель, первый заместитель председателя Госплана СССР — министр СССР, генеральный горный директор I ранга, учёный.

## Биография
Родился в деревне Грязенять Рославльского уезда Смоленской области в многодетной крестьянской семье. В городе Рославле он познакомился с сыном помещика Качурина, и тот заявил, что не будет учиться в гимназии без Андрея Панова. Благодаря этому и А. Д. Панов окончил дворянскую гимназию (позднее она называлась школа 1 ступени). Многие его родственники работали на шахтах Донбасса и под впечатлением их рассказов он поехал учиться в Ленинградский горный институт. Учился в нём он с 1922 пода по 1929 — за учёбу в университете надо было тогда платить и на его содержании учились два его брата — Иван в институте путей сообщения и Василий в медицинском институте.
После окончания института работал на шахте в Донбассе и во Всесоюзном научно-исследовательском угольном институте (ВУГИ), Харьков. За написание книги «Циклическая работа угольных шахт» (а Сталин уделял большое внимание планированию и цикличной работе промышленности) был переведён в аппарат Наркомугля. Способности и талант А. Д. Панова как учёного и организатора производства пригодились в годы Великой Отечественной войны, когда после временной оккупации и разрушения Подмосковного угольного бассейна и захвата фашистами Донбасса, в стране разразился топливный голод — не хватало угля для производства металла для танков, артиллерии и снарядов и работы железнодорожного транспорта.
1942—1945 — Заместитель Члена Государственного Комитета Обороны СССР Н. А. Вознесенского по топливу, а когда И. В. Сталин поручил Л. П. Берии контроль над угольной промышленностью, с 1942—1945 — Заместитель Члена Государственного Комитета Обороны Л. П. Берии по угольной промышленности. А. Д. Панов организовал подготовку свыше 400 постановлений и решений ГКО по всему спектру работы Наркомата угольной промышленности по постановлению ГКО № 8119 (пункты 105—109) А. Д. Панов в Люберцах организовал Всесоюзный научно-исследовательский угольный институт, позднее получивший название ИГД им. Скочинского.
1946—1948 -Заместитель председателя Бюро Совета Министров СССР по топливу и транспорту и одновременно Первый Заместитель Председателя Госплана СССР, то есть работал одновременно заместителем у двух членов Политбюро ЦК ВКП(б) — у Н. А. Вознесенского и Л. П. Берии. Это был огромный объем работ. Н. А. Вознесенский поставил вопрос в Политбюро ЦК ВКП(б) о том у кого должен работать заместителем А. Д. Панов — у него или Л. П. Берии и распоряжением И. В. Сталина А. Д. Панов остался работать у Н. А. Вознесенского. А. Д. Панова заменили в Бюро три человека — Н. В. Мельников, И. М. Клочков и А. К. Харченко — только так Л. П. Берия мог считать себя спокойным за успешную работу Бюро по топливу и транспорту Совмина СССР.
Л. П. Берия с его грузинским характером и близостью к И. В. Сталину заявил — «Мы грузины измен не прощаем» и начал подготовку по снятия с работы Н. А. Вознесенского и ему было предложено два варианта — занижение Госпланом планов производства в СССР на 1949 год — но это была не очень убедительная причина . Нашли другую более важную причину, позволяющую подвести под расстрел по введенной в 1947 году статье о потере секретных документов. 5 марта 1949 года НА Вознесенский был освобожден от должности Председателя Госплана СССР а позднее выведен из членов Политбюро и ЦК ВКП(Б), а 11 марта 1949 года от должности Первого Заместителя Председателя Госплана СССР был освобожден А. Д. Панов . А. Д. Панов был сверх известным государственным деятелем СССР и работал в рамках госпланирования со всеми Министрами СССР и Председателями Комитетов СССР — и арестовывать его в Москве не решались — война успешно закончилась и А. Д. Панов показал себя выдающимся государственным деятелем — причин для его ареста с точки зрения его ближайшего окружения не было — плохой пример для высшего руководства. Чтобы изолировать А. Д. Панова, ему была предложена должность управляющего угольным трестом в Новокузнецке (должность только для Генерального горного директора III ранга), а уж там он был арестован и направлен на суд в Ленинград к Н. А. Вознесенскому. Н. А. Вознесенского расстреляли, А. Д. Панова посадили на 4 года и отправили в лагерь на шахту № 122 под Тулой.
 Первым среди всех наркомов СССР А. Д. Панов написал статью о работе Наркомата угольной промышленности СССР в годы Великой Отечественной войны в журнале «Плановое хозяйство» Госплана СССР, после чего ряд наркомов также стали писать о работе руководимых ими наркоматов в годы войны .
Организатор топливной победы СССР в Великой Отечественной войне.
Неоднократно представлял СССР на международных конференциях и был в командировках в Китае, Польше, Швейцарии, ГДР и др странах и определял техническую политику угольной промышленности СССР и стран социалистического лагеря.

### Образование
Окончил начальную школу
1921 — Рославльская мужская гимназия
1929 — Ленинградский горный институт
1937 — кандидат технических наук

### Основные должностные назначения
1929—1932 — начальник участка, заместитель главного инженера и заведующий по горным работам шахты им. Ильича Донецкого угольного бассейна
1932—1938 — научный сотрудник Всесоюзного научно-исследовательского угольного института (ВУГИ) Харьков
1938—1940 — начальник технического управления Наркомугля — член коллегии)
1940 — директор НИИ угольной промышленности)
1940 -главный редактор журнала «Уголь» (по совместительству)
1940—1946 — заместитель Председателя Госплана СССР, член Бюро по топливу и энергохозяйству при СНК СССР (по совместительству)
1942—1945 — Заместитель Члена Государственного Комитета Обороны Н. А. Вознесенского по топливу (работа по совместительству)
1942—1945 — Заместитель Члена Государственного Комитета Обороны Л. П. Берии по угольной промышленности (работа по совместительству)
1947—1948 — Заместитель Председателя Бюро Совета Министров СССР по топливу и транспорту (работа по совместительству)
1947 — присвоено персональное звание Генерального горного директора I ранга
1946—1949 — первый заместитель Председателя Госплана СССР-Министр СССР
1949—1952 — осужден по делу Госплана СССР, находился в лагере при шахте № 122 Московского угольного бассейна, в 1952 году друзьями и соратниками вынесено письмо А. Д. Панова из лагеря; А. К. Харченко передал его Сталину и тот в знак благодарности за организацию А. Д. Пановым топливной победы над фашистской Германией досрочно освободил его из заключения, понимая всю надуманность причин заключения
1952—1963 — заведующий горного отдела ВУГИ, заведующий отдела горного давления и крепления Института горного дела им. А. А. Скочинского
1954 — разработка А. Д. Пановым плана модернизации угольной промышленности Польши — в Польше А. Д. Панова в шутку называли «пан Панов из Панков» (Панки — район Люберец, где находился ВУГИ) наПартийная и общественная жизнь
- Член КПСС
- Вел преподавательскую работу в вузах

## Публикации
- Двухтомная монография «Комплексная механизация угледобычи», совместно с А. Д. Толкачевым, (1940)
- Опубликовано более 50 научных работ, 7 изобретений

## Награды
- Награждён 5 орденами, в том числе орденом Ленина, орденом Великой Отечественной войны I степени, знаком Шахтерской Славы I степени.